# تپه صادق خان
تپه صادق خان در شهرستان گیلانغرب، بخش گواور، دهستان گواور، ۵۰۰ متری جنوب روستای قلی قلی واقع شده و این اثر در تاریخ ۲۷ اسفند ۱۳۸۶ با شمارهٔ ثبت ۲۲۳۹۳ به‌عنوان یکی از آثار ملی ایران به ثبت رسیده است.